# Kolājān-e Qājār
Kolājān-e Qājār (persiska: كلاجان قاجار) är en ort i Iran.   Den ligger i provinsen Golestan, i den norra delen av landet, 290 km öster om huvudstaden Teheran. Kolājān-e Qājār ligger 61 meter över havet och antalet invånare är 717.
Terrängen runt Kolājān-e Qājār är platt åt nordväst, men åt sydost är den kuperad.Runt Kolājān-e Qājār är det ganska tätbefolkat, med 207 invånare per kvadratkilometer. Närmaste större samhälle är Gorgan, 12,5 km öster om Kolājān-e Qājār. Trakten runt Kolājān-e Qājār består till största delen av jordbruksmark.